# Леонардо Понсіо
Леона́рдо По́нсіо (ісп. Leonardo Ponzio, нар. 29 січня 1982, Лас-Росас) — аргентинський футболіст, що грав на позиції опорного півзахисника, зокрема за «Реал Сарагоса» та «Рівер Плейт», а також за національну збірну Аргентини.

## Клубна кар'єра
У дорослому футболі дебютував 1999 року виступами за команду «Ньюеллс Олд Бойз», в якій провів чотири сезони, взявши участь у 90 матчах чемпіонату. 
2003 року за 3 мільйони євро перебрався до Іспанії, прийнявши запрошення приєднатися до клубу «Реал Сарагоса». Протягом наступних трьох з половиною років був основним гравцем середини поля сарагоської команди, зокрема допомігши їй здобути 2004 року Кубок Іспанії і Суперкубок країни.
На початку 2007 року повернувся на батьківщину, ставши гравцем «Рівер Плейта». За два роки, в січні 2009 повернувся до команди «Реал Сарагоса», яка на той час виступала в Сегунді і відразу допоміг їй повернутися до елітної Ла-Ліги. Відіграв у найвищому іспанському дивізіоні наступні два з половиною роки, але на початку 2012 року, за півроку до завершення контракту, залишив команду, що мала фінансові труднощі.
Його наступним клубом став вже добре йому знайомий «Рівер Плейт», кольори якого він захищав до завершення кар'єри у 2021, здобувши за цей період низку національних і континентальних трофеїв.

## Виступи за збірні
2001 року залучався до складу молодіжної збірної Аргентини. На молодіжному рівні зіграв у 7 офіційних матчах, зокрема в рамках тогорічного молодіжного чемпіонату світу, де аргентинці здобули чемпіонський титул.
2003 року дебютував в офіційних матчах у складі національної збірної Аргентини. Загалом протягом кар'єри у головній національній команді, яка тривала 5 років, провів у її формі 8 матчів.

## Титули і досягнення
- Володар Кубка Іспанії (1):

«Реал Сарагоса»: 2003-2004
- Володар Суперкубка Іспанії з футболу (1):

«Реал Сарагоса»: 2004
- Чемпіон Аргентини (3):

«Рівер Плейт»: Клаусура 2008, Фіналь 2014, 2021
- Володар Кубка банку Суруга (1):

«Рівер Плейт»: 2015
- Переможець Рекопи Південної Америки (3):

«Рівер Плейт»: 2015, 2016, 2019
- Володар Кубка Лібертадорес (2):

«Рівер Плейт»: 2015, 2018
- Володар Кубка Аргентини (3):

«Рівер Плейт»: 2016, 2017, 2019
- Володар Суперкубка Аргентини (2):

«Рівер Плейт»: 2017, 2019
Збірні
- Чемпіон світу (U-20): 2001